# Kalanchoe fadeniorum
Kalanchoe fadeniorum ist eine Pflanzenart der Gattung Kalanchoe in der Familie der Dickblattgewächse (Crassulaceae).

## Beschreibung

### Vegetative Merkmale
Kalanchoe fadeniorum ist eine vermutlich ausdauernde, kahle, krautige Pflanze, die Wuchshöhen von etwa 10 Zentimeter erreicht. Die verzweigten Triebe sind niederliegend-kriechend. Aufrechte Triebteile sind dicht belaubt. Die fleischigen Laubblätter sind fast sitzend bis kurz gestielt. Der halb stängelumfassende Blattstiel ist bis zu 5 Millimeter lang. Die grüne, fast kreisrunde, breit eiförmige oder verkehrt eiförmige Blattspreite ist 1,5 bis 5 Zentimeter lang und 1,3 bis 4 Zentimeter breit. Ihre Spitze ist stumpf, die Basis verschmälert. Der Blattrand ist ganzrandig oder gesägt-gekerbt.

### Generative Merkmale
Der Blütenstand ist eine zusammengesetzte Zyme und erreicht eine Länge von 6 bis 7 Zentimeter und ist ebenso breit. Die aufrechten Blüten stehen an 3 bis 4 Millimeter langen Blütenstielen. Ihre Kelchröhre ist etwa 0,5 Millimeter lang. Die dreieckigen Kelchzipfel sind 2 bis 2,5 Millimeter lang und etwa 1 Millimeter breit. Die im unteren Teil blass rötlich gelbbraunen Kronblätter sind darüber rötlich. Die zylindrische, etwas vierkantige Kronröhre ist unterhalb der Mitte etwas aufgebläht und 13 bis 14 Millimeter lang. Ihre elliptischen Kronzipfel weisen eine Länge von 9 bis 10 Millimeter auf und sind 3,5 bis 4 Millimeter breit. Die Staubblätter sind oberhalb der Mitte der Kronröhre angeheftet und ragen nicht aus der Blüte heraus. Die länglichen Staubbeutel sind etwa 0,7 Millimeter lang. Die linealischen Nektarschüppchen weisen eine Länge von 2 bis 2,5 Millimeter auf. Das gestielte, zylindrisch-lanzettliche Fruchtblatt weist eine Länge von 10 bis 11,5 Millimeter auf. Der Griffel ist etwa 2 Millimeter lang.
Die länglich eiförmigen Samen erreichen eine Länge von etwa 0,6 Millimeter.
Die Chromosomenzahl beträgt 2n = 34.

## Systematik und Verbreitung
Kalanchoe fadeniorum ist im Südwesten von Kenia in halbimmergrünen Dickichten auf sandigen Böden in Höhen von 360 Metern verbreitet. 
Die Erstbeschreibung durch Edith Marie Raadts wurde 1979 veröffentlicht.

## Nachweise